# بيت بن كرام (المفلحي)

تعديل مصدري - تعديل

بيت بن كرام هي إحدى قرى عزلة المفلحي بمديرية المفلحي التابعة لمحافظة لحج، بلغ تعداد سكانها 66 نسمة حسب تعداد اليمن لعام 2004.